# Miniopterus robustior
Miniopterus robustior — вид ссавців родини лиликових.

## Проживання, поведінка
Країна поширення: Нова Каледонія.

## Загрози та охорона
Цей вид знаходиться під загрозою руйнування і людських порушень сідал. Поки не відомо, чи вид присутній в будь-якій з охоронних територій.